# Poučak
 Ovo je glavno značenje pojma Poučak. Za talijansku egzistencijalnu dramu iz 1968. pogledajte Teorem (film).
Teorem ili poučak je iskaz u kojem se uočava da neki matematički pojam (uz, možda, još neke uvjete) ima još neke karakteristike osim onih danih u definiciji tog pojma (npr. da je 1>0) i ta se tvrdnja mora dokazati. Dok se tvrdnja ne dokaže zovemo je hipotezom.
Radi lakšeg razumijevanja teoremi se dijele na četiri grupacije:
- Teorem u užem smislu je nešto jako bitno što se često koristi i izvan uskog područja u kojem je dokazan. Najbolji primjer je Pitagorin teorem.
- Propozicija je manji teorem koji služi u izgradnji neke teorije. Koristi se uglavnom samo u radu u kojem je uvedena ili se radi o općepoznatoj tvrdnji koja je pretrivijalna da bi se zvala teoremom. Dobar primjer je tvrdnja da svaki broj pomnožen s nulom daje nulu.
- Lema je teorem koji, u principu, nema korisnost osim u dokazivanju jednog ili nekoliko većih teorema. Obično se radi samo o pomagalu za jasnije iznošenje dokaza, te je prilagođena dokazu i teško da bi se mogla igdje drugdje upotrijebiti. Ipak, postoje "leme", kao npr. Zornova lema, koje se tako zovu jer zvuče tehnički i koriste se u drugim dokazima, ali su po opsegu primjene zapravo teoremi. Dobar primjer leme je tvrdnja koja kaže da determinanta transponirane matrice nije veća od determinante originalne matrice. Kada se ova lema iskoristi na samu sebe i time dokaže teorem da je determinanta transponirane matrice jednaka determinanti originalne matrice, tvrdnja leme postaje bespotrebna, iako nam je bila nužna u dokazu tog teorema (osim ako netko ne uspije dokazati teorem na neki drugi način).
- Korolar je kratki teorem koji slijedi direktno iz nekog prethodnog teorema. Često se radi o najvažnijem posebnom slučaju nekog teorema koji se koristi češće od samog teorema.

Ovo je "labava" podjela, tj. ništa od toga nije egzaktno matematički nego se tako dijeli čisto radi lakšeg razumijevanja.
Uz rigorozne matematički dokaze, postoje i aksiomi, odnosno postulati. 